# Catherine Burelle
Catherine Burelle (21 februari 1959) is een Belgisch voormalig kajakster.

## Levensloop
Burelle nam samen met Marleen Kuppens deel aan de K2 500 meter op de Olympische Zomerspelen van 1976 te Montreal. Het duo werd uitgeschakeld in de herkansingen, waarin ze vierde werden.
Ze was aangesloten bij Antverpia Koninklijke Kano Club.